# 半双线性形式
在数学中，在复数向量空间V上的半双线性形式是映射V × V → C，它在一个参数上是线性的而在另一个参数上是反线性（半线性）的。比较于双线性形式，它在两个参数上都是线性的；要注意很多作者尤其是在只处理复数情况的时候，把半双线性形式称为双线性形式。
一个主要例子是在复数向量空间上的内积，它不是双线性的而是半双线性的。

## 定义和習慣
对哪个参数应当是线性的有不同的習慣。這裡采用第一个是半線性（共轭线性）而第二个参数是线性。基本上所有物理学家皆使用這習慣，這習慣起源于狄拉克在量子力学中使用的狄拉克符号。數學家則可能使用相反的習慣。
指定映射φ : V × V → C是半双线性的，如果
{\displaystyle {\begin{aligned}&\phi (x+y,z+w)=\phi (x,z)+\phi (x,w)+\phi (y,z)+\phi (y,w)\\&\phi (ax,by)={\bar {a}}b\,\phi (x,y)\end{aligned}}}
对于所有x,y,z,w ∈ V和所有a, b ∈ C。
半双线性形式可以被看作双线性形式
{\displaystyle {\bar {V}}\times V\to \mathbb {C} }
这里的{\displaystyle {\bar {V}}}是V的複共轭向量空间。通过张量积的泛性质，它一一对应于(复数)线性映射
{\displaystyle {\bar {V}}\otimes V\to \mathbb {C} .}
对于V中固定的z，映射{\displaystyle w\mapsto \phi (z,w)}是在V上的线性泛函（也就是对偶空间V* 的一个元素）。类似的，映射{\displaystyle w\mapsto \phi (w,z)}是V上的共轭线性泛函。
给定V上任何半双线性形式φ，我们可以通过共轭转置定义第二个半双线性形式ψ：
{\displaystyle \psi (w,z)={\overline {\phi (z,w)}}}
一般而言，ψ和φ是不同的。如果它们相等，则φ被称为Hermitian形式。如果它们相互为负值，则φ被称为斜-Hermitian形式。所有半双线性形式可以写为一个Hermitian形式和一个斜-Hermitian形式的和。

## 几何动机
双线性形式一般化了平方（{\displaystyle z^{2}\,}），而半双线性形式一般化了欧几里得范数（{\displaystyle |z|^{2}=z^{*}z\,}）。
关联于半双线性形式的范数在乘以复数圆（单位范数的复数）的乘法下是不变的，而关联于双线性形式的范数是（关于平方）等变的。双线性形式在代数上更加自然，而半双线性在几何上更加自然。
如果B是在复数向量空间上的双线性形式而
{\displaystyle |x|_{B}:=B(x,x)\,}是关联的范数，则 
{\displaystyle |ix|_{B}=B(ix,ix)=i^{2}B(x,x)=-|x|_{B}\,}。
相反的，如果S是在复数向量空间上的半双线性形式而
{\displaystyle |x|_{S}:=S(x,x)\,}是关联的范数，则
{\displaystyle |ix|_{S}=S(ix,ix)={\bar {i}}iS(x,x)=|x|_{S}\,}。

## 埃尔米特形式
这个术语还称呼在埃尔米特流形上的特定微分形式。
埃尔米特形式（也叫做对称半双线性形式）是半双线性形式h : V × V → C，有着
{\displaystyle h(w,z)={\overline {h(z,w)}}}
在Cn上的标准埃尔米特形式为
{\displaystyle \langle w,z\rangle =\sum _{i=1}^{n}{\overline {w}}_{i}z_{i}.}
更一般的说，在任何希尔伯特空间上的内积都是埃尔米特形式。
如果V是有限维的空间，则相对于V的任何基{ei}，埃尔米特形式可表示为埃尔米特矩阵H：
{\displaystyle h(w,z)={\overline {\mathbf {w} }}^{T}\mathbf {Hz} }
H的分量给出为Hij = h(ei, ej)。
关联于埃尔米特形式的二次形式
Q(z) = h(z,z)
总是实数的。实际上可证明半双线性形式是埃尔米特形式，当且仅当关联的二次形式是实数的，对于所有z ∈ V。

## 斜-埃尔米特形式
斜-埃尔米特形式（也叫做反对称半双线性形式）是半双线性形式ε : V × V → C，有着
{\displaystyle \varepsilon (w,z)=-{\overline {\varepsilon (z,w)}}}
所有斜埃尔米特形式可以写为i乘以埃尔米特形式。
如果V是有限维空间，则相对于任何V的基{ei}，斜埃尔米特形式可表示为斜埃尔米特矩阵A：
{\displaystyle \varepsilon (w,z)={\overline {\mathbf {w} }}^{T}\mathbf {Az} }
关联于斜埃尔米特形式的二次形式
Q(z) = ε(z,z)
总是纯虚数。